# Strintzis Ferries

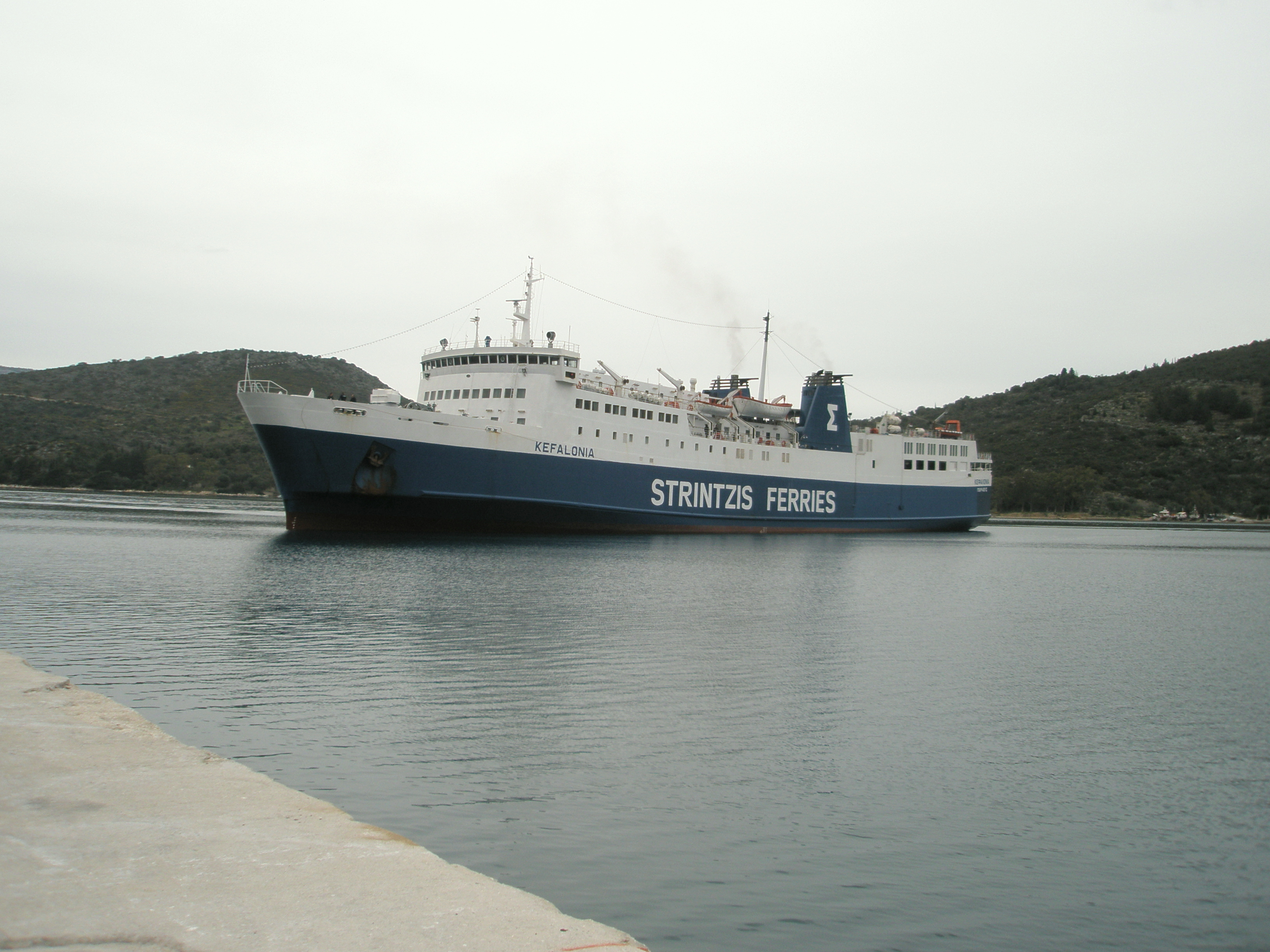
Kefalonia im Hafen von Vathy/Ithaka

Strintzis Ferries war eine griechische Fähr-Reederei mit Sitz und Heimathafen in Piräus. Das Logo zeigt den Anfangsbuchstaben der Reederei, ein Sigma.

## Geschichte
Strintzis Ferries wurde im Jahr 2003 von den Gebrüder Gerassiomos Strintzis und Panagis Strintzis gegründet. Die neu gegründete Reederei kaufte von Blue Star Ferries  (früher Strintzis Lines) die Fähre Kefalonia und die dazugehörige Betriebsgenehmigung. Das zweite Schiff, die Eptanisos wurde im Gründerjahr der Firma aus Taiwan gekauft. Die Schiffe wurden an Ionian/Kefalonian Lines verkauft und der Betrieb 2012 eingestellt. Die Kefalonia wird von Levante Ferries auf ihrer ehemaligen Strecke eingesetzt. 

## Strecken
Die Reederei fuhr zweimal täglich zwei Routen im Ionischen Meer. Die Routenführung wurde in den letzten Jahren leicht verändert, um Treibstoff und Zeit zu sparen.
- Ithaka-Sami-Patras (F/B Kefalonia)
- Poros-Killini (F/B Eptanisos)

## Flotte
| Name      | Werft                      | Baujahr | Länge (m) | Breite (m) | Tiefgang (m) | Geschwindigkeit (kn) |
| --------- | -------------------------- | ------- | --------- | ---------- | ------------ | -------------------- |
| Kefalonia | Taguma Shipyard, Japan     | 1975    | 120,8     | 17,2       | 5,2          | 21                   |
| Eptanisos | F ukuoka Zosen K.K., Japan | 1989    | 114,7     | 20,2       | 4,9          | 19.5                 |